# Oldřich Duras
Oldřich Duras (cũng là Důras; 30 tháng 10 năm 1882, sinh tại Pchery, Bohemia, sau đó là Áo-Hungary – 5 tháng 1 năm 1957, Prague, sau đó là Tiệp Khắc) là một kiện tướng cờ vua hàng đầu của Séc đầu thế kỷ 20. FIDE đã trao cho ông danh hiệu đại kiện tướng quốc tế vào năm 1950, khi danh hiệu này được giới thiệu lần đầu tiên, để ghi nhận những thành tựu của ông vào đầu thế kỷ XX.
Trong số các chiến thắng giải đấu được chú ý của ông (tất cả đều được chia sẻ) là Bremen (1905), Prague (1908), Vienna (1908) và Breslau (1912). Anh có điểm cộng với Richard Teichmann (+ 6-2 = 6), David Janowski (+ 3-1 = 0), Carl Schlechter (+ 2-1 = 11) và Aron Nimzowitsch (+ 3-2 = 3), và điểm số với Siegbert Tarrasch và Géza Maróczy. Ông thua một trận chơi với Emanuel Lasker, có một trận hòa và thua trước Jose Raúl Capablanca, và điểm trừ nặng nề trước Akiba Rubinstein, Ossip Bernstein và Milan Vidmar và âm một ván thua khi đấu Frank Marshall (+ 7-8 = 5).
Duras cũng là một nhà soạn thế cờ vua.
Gambit Duras được đặt theo tên ông.